# Walter Zenga
Walter Zenga (ur. 28 kwietnia 1960 w Mediolanie) – włoski trener i piłkarz, który występował na pozycji bramkarza.

## Kariera
Piłkarską karierę rozpoczął w roku 1977 w Interze Mediolan. W klubie tym występował również w roku 1978, a w kolejnych latach reprezentował barwy Salernitany (1978–1979), Savony (1979–1980) oraz S.S. Sambenedettese Calcio (1980–1982). W roku 1982 powrócił do Interu i w klubie tym grał do roku 1994. W barwach tego klubu zdobył w roku 1994 Puchar UEFA. W latach 1994–1996 reprezentował Sampdorię, a w roku 1997 – Calcio Padova. Ostatnie dwa lata swojej kariery spędził w Stanach Zjednoczonych, broniąc barw klubu New England Revolution. W roku 1999 zakończył karierę bramkarza.
W roku 1984 wystąpił na igrzyskach olimpijskich w Los Angeles, na których drużyna włoska zajęła IV miejsce. W latach 1985–1992 był podstawowym zawodnikiem reprezentacji Włoch, biorąc udział w 58 oficjalnych meczach międzypaństwowych. Największy sukces osiągnął w roku 1990, zdobywając brązowy medal na mistrzostwach świata rozegranych we Włoszech. Oprócz tego, był rezerwowym bramkarzem drużyny włoskiej na mistrzostwach świata rozegranych w roku 1986 w Meksyku. Od roku 1990 prowadzi w statystykach bramkarzy, którym najdłużej nie strzelono bramki w meczach mistrzostw świata: jego rekord wynosi 517 minut.
Po zakończeniu kariery zawodniczej zajął się prowadzeniem drużyn klubowych. W kolejnych latach był trenerem New England Revolution (1999), Brery (2000–2001), Național Bukareszt (2002–2004), Steaua Bukareszt (2004–2005), Crvenej Zvezdy Belgrad (2005–2006) oraz Gaziantepsporu (2006). W roku 2007 prowadził Al-Ain FC (Zjednoczone Emiraty Arabskie) oraz Dinamo Bukareszt. Od 1 kwietnia 2008 roku do 1 czerwca 2009 roku pełnił rolę trenera Calcio Catania grającego w Serie A. 5 czerwca został natomiast szkoleniowcem US Palermo. 22.11.09 został zwolniony. Jednymi z powodów były 4 mecze bez zwycięstwa i 12. miejsce US Palermo, które w tym sezonie miało zająć lepsze miejsce niż w poprzednim sezonie (wtedy 8).